# ناونوکی رونده
ناونوکی رونده (نام علمی: Rhynchosia minima) نام یک گونه از سرده ناونوکی است.